# George Diederich Benthien

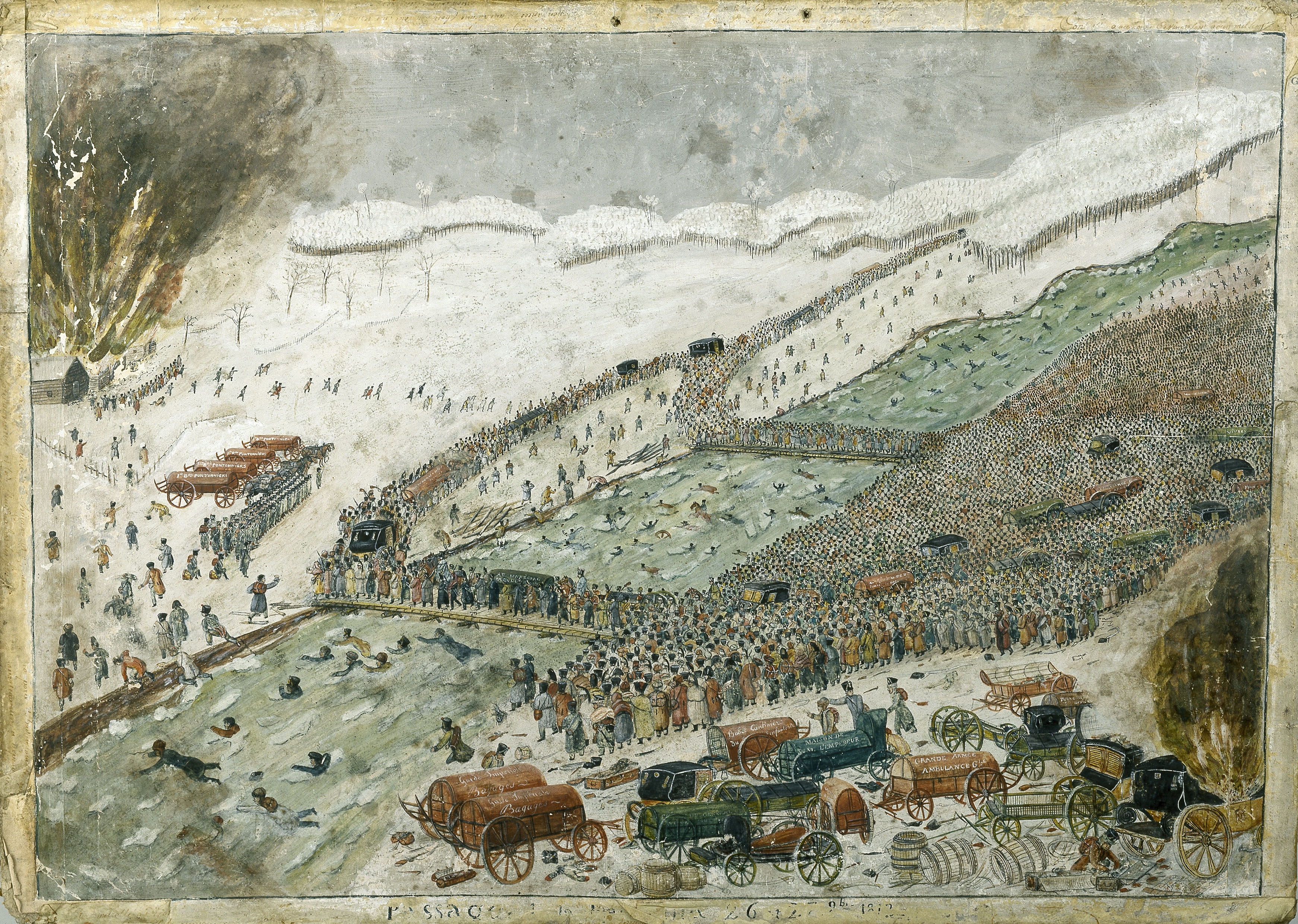
Een naïeve tekening door een ooggetuige. In werkelijkheid waren de bruggen langer

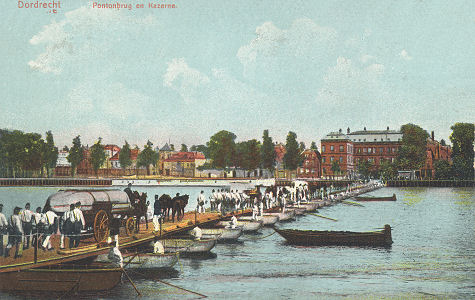
Dordrecht: Benthien of Pontonniers Kazerne aan de Buiten Walevest met een pontonbrug

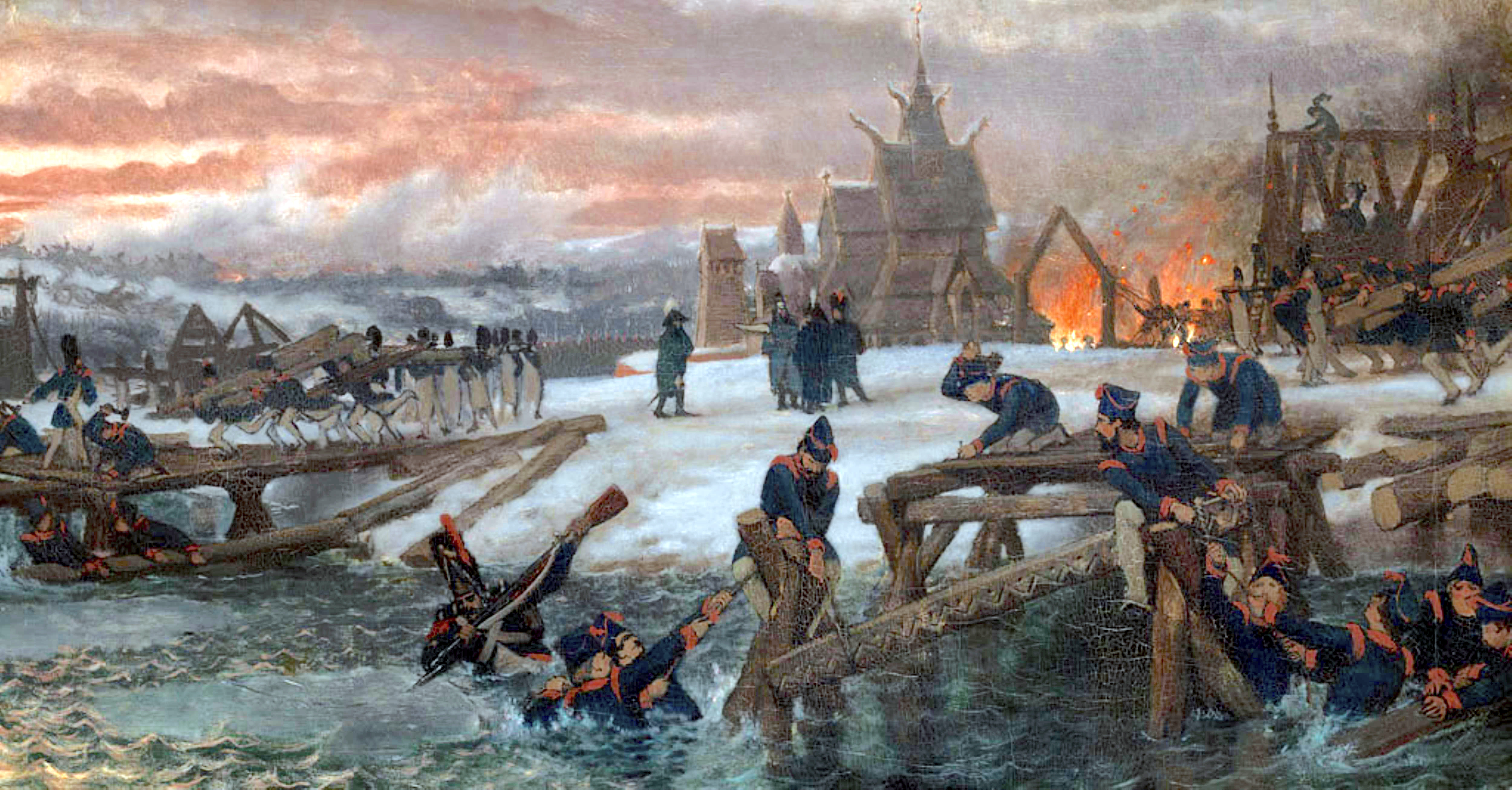
Anno 1812. Kapitein Benthien aan de Beresina. Schilderij van Lourens Alma Tadema

George Diederich Benthien (Wittingen in Hannover, 29 oktober 1767 – 's-Hertogenbosch, 1 augustus 1836) was een Nederlands officier der Genie.

## Afkomst
Hij was de zoon van Joachim Benthien, kapitein in het leger van het  Keurvorstendom Hannover, en Charlotte Flotho. In 1800 trouwde hij met de toen circa 19-jarige Machtelina Antonia Alberthoma Chevallier.

## Militaire carrière
George Benthien diende van 1810 tot 1814 in het Franse leger en werd in 1826 als Nederlands majoor gepensioneerd. Zijn loopbaan begon in het leger van de keurvorst van Hannover waar hij het tot fourrier bracht. Benthien werd in 1795 sergeant in het Bataafse leger waar hij opklom tot kapitein der pontonniers. Deze rang bekleedde hij ook in het Keizerlijke Franse leger, waarin hij in 1812 deelnam aan de veldtocht van Napoleon naar Rusland.
Tijdens de Slag aan de Berezina bij de aftocht van Napoleons Grande Armée bouwde Benthien met zijn 400 pontonniers in de felle kou twee houten bruggen over de rivier, die vol ijsschotsen lag: de rivier zelf was ter plaatse maar 20m breed, maar de rechteroever was zeer moerassig over 60m breedte zodat het gebruik van pontons onmogelijk was, en moest daarom met houten pijlers overbrugd worden.  Terwijl de Hollandse regimenten infanterie en kurassiers de aftocht dekten ontkwamen de keizer en de restanten van zijn Grande Armée naar het veiliger Vilnius. Van de 400 Nederlandse pontonniers overleefden slechts 6 manschappen en Benthien de veldtocht naar Rusland. Ook de regimenten die de brug beveiligden werden vrijwel weggevaagd door de koude en de Russische aanvallen.
Benthien, inmiddels ridder in het Legioen van Eer, werd in 1813 Pruisisch krijgsgevangene. In 1814 kwam hij weer hiervan in vrijheid en hij sloot zich op 24 juni 1814 aan bij het nieuwgevormde Nederlandse leger. Hij nam dienst in het regiment Pontonniers, Mineurs en Sappeurs.